# Цивик, Фритци
Фритци Зивик (англ. Fritzie Zivic; 8 мая 1913 года, Питтсбург, США — 16 мая 1984 года), родился под именем Фердинанд Генри Джон Зивик (хорват: Зивик, известный фанатам бокса как Фритци Зивик) — американский боксёр, обладатель титула в полусреднем весе с 4 октября 1940 года до 29 июля 1941 года. Его менеджерами были Люк Карни, а позже, после 1942 года, Луи Стокан.

## Семья
Зивик был младшим сыном родителей-иммигрантов; его отец был хорватом, его мать Мэри Кепеле была словенкой. В молодости он последовал примеру своих четырёх старших братьев, которые занимались боксом, и стали известны как «Бьющиеся Зивики». Его братья Пит и Джек, старший и второй, отправились на Олимпиаду 1920 года в Антверпене в 1920 году.

## Профессиональная карьера
Один из самых ранних серьёзных противников Зивика был Чарли Берли, парень из Питтсбурга - родного города Зивика. Он одержал над ним победу 21 марта 1938 года. Характерно для более позднего Зивика, он доминировал в бою. Берли начал хорошо, но в поздних раундах более опытный Зивик забил его правыми хуками в грудь и втянул Берли в клинчи, чтобы Берли не смог бить его на дальней дистанции. На двух других боях в июне 1938 года и в июле 1939 года, Зивик проиграл в десяти раундах по единогласным решениям. Берли со своими хорошими менеджерами в итоге заработал впечатляющую запись в карьере из 83 боев, и проиграл только в 12 боях за всю свою карьеру.
Зивик проиграл Билли Конну, чемпиону мира в полутяжелом весе 1939 года, 28 декабря 1936 года по разделенному решению в десяти раундах в Duquesne Gardens в Питсбурге. В поединке, который шел практически на равных, рефери отдал Зивику 5 раундов против 4 для Конна, но оба судьи отдали решение Конну. Примерно через минуту после начала третьего Конн ударил Зивика правой рукой в грудь, что несколько замедлило его на остальную часть боя, хотя его усилие было все еще значительным. В первых пяти раундах Конн получил значительное количество ударов и достаточно пострадал, и счет вел Зивик, это было практически единогласно. Конн добавил больше энергии и работы ногами, и в более поздних раундах его удары дали ему дополнительные баллы в длительном бою против Зивика. Конн, будучи ростом 188 см, получил преимущество в два дюйма (5 см) по сравнению с Зивиком, которое он использовал чаще в последующих раундах. Бой не включал нокдаунов, но в четвертом и пятом раундах Зивик "загнал" Конна на канаты и ударял его по голове и телу, пока не стало очевидно, что нокаут является возможным исходом. С шестого по десятый раунды, Конн бился больше на расстоянии, а в восьмом и девятом он блестяще боксировал, использовал финты и работу ног и удар своей длинной, твердой левой рукой. Зивик направился ударять его по телу хуками и кроссами, но не смог утомить Конна, который по-прежнему отлично бился и набрал очки. В десятом раунде Зивик сначала вошел внутрь и сражался с Конном, стоя прямо напротив друг друга, в конце концов заставив его упасть на канаты, но Конн вернулся и начал боксировать на большом расстоянии, чем смог снизить разрыв в очках, которые он понес во время боя, заканчивая раунд.
Зивик одержал победу над Джонни Джадиком, бывшим чемпионом в первом полусреднем весе, 11 февраля 1937 года нокаутировав его в бою из 6 раундов в Duquesne Garden в Питсбурге. Зивик выбил Джадика в нокдаун на счет до девяти в первом раунде, но немного расслабился в следующих трех раундах. Он снова свалил Джадика на счет из пяти в конце второго раунда, прежде чем прозвенел гонг. В итоге над Джадиком посчитали до 10 после удара Зивика, на 1:16 в шестом раунде. Зивик ранее проиграл Джадику по очкам в бою из десяти раундов в Вашингтоне в феврале 1935 года.
20 января 1939 года Зивик победил Джеки Бёрка, бывшего обладателя титула штата Юта и тихоокеанского юго-западного титула в полусреднем весе, в разделенном решении в бою из десяти раундов в Колизее в Сент-Луисе. Апперкоты по голове Бёрка во время боя определили исход боя, и хотя оба боксера наносили сокрушительные удары, нокдаунов не было. В ближнем бою рефери записал 51: 49 в пользу Зивика, и хотя один судья написал ничью, последний судья записал исход боя как 53-47 в пользу Зивика.
Особенно победой Зивика стала победа над Сэмми Анготтом, действующим чемпионом НБА в легком весе, в бою не за титул 29 августа 1940 года. Победа стала единогласном решением в бою из десяти раундов на Форбс Филд в Питтсбурге. Этот бой был проведен для того, чтобы определить кто встретится с Генри Армстронгом в бою за титул чемпиона мира в полусреднем весе. Зивику присвоили последние шесть из десяти раундов. По словам Зивика, кошелек в размере 3200 долларов за победу в этом бою был самым большим, какой он когда-либо получал на тот момент.

### Титул чемпиона мира в полусреднем весе от Генри Армстронга, октябрь 1940 года
4 октября 1940 года Зивик одержал свою самую значительную победу в своей карьере, когда он расстроил Генри Армстронга тем, что обошёл его по решению в пятнадцати раундах в Мэдисон Сквер Гарден, и получил титул чемпиона мира в полусреднем весе, несмотря на то, что все ставки были сделаны против него 4 к 1. Он начал с того, что бил своего противника короткими правыми апперкотами в начале раунда. К девятому, левый глаз Армстронга был почти закрыт, а правый распух, что позволяло Зивику легко двигаться, когда Армстронг попытался предпринять отчаянную неуклюжую попытку нокаутировать его в последнем раунде. Зивик предпринял эффективную атаку, и в итоге, рефери и оба судьи присудили ему восемь из пятнадцати раундов в ближнем бою. Associated Press дали Зивику девять раундов, а Армстронгу — шесть. Вплоть до 6 и 7 раундов Зивик не был лидером по очкам, в то время, когда он бил короткими, точными, правыми апперкотами.
Согласно словам Зивика, первый бой с Армстронгом включал сомнительную тактику и фолы. Зивик утверждал, что Армстронг бился таким образом с самого начала, отметив: «Генри использовал в бою локти, плечи и макушку головы, и я тоже мог хорошо использовать все это в ответ, но я не смел, поскольку меня, возможно, выгнали бы за это с ринга». К седьмому раунду с Зивика было довольно, и он начал отвечать Генри тем же. По крайней мере, один источник отметил, что рефери, зная о грубых боях, которые можно было назвать фолами, сдался, и позволил обоим противникам биться любым удобным для них способом, за исключением явных фолов.

### Победный матч-реванш с Генри Армстронгом, январь 1941 года
Самой запоминающейся победой Зивика стала победа на чемпионате мира в полусреднем весе, когда он выступал против Хэнка Армстронга и победил его техническим нокаутом в двенадцатом раунде в Мэдисон Сквер Гарден 17 января 1941 года. Это был первый нокаут, когда-либо зарегистрированный против Армстронга в его звездной карьере многократного чемпиона во многих весовых категориях. Впечатляющий зал, собравший 23 190 болельщиков, считающийся самым большим количеством фанатов за всю историю, которые пришли, чтобы увидеть профессиональный боксерский поединок. Они стали свидетелем того, как Армстронг, бывший чемпион в полусреднем весе, оказался почти беспомощным, когда рефери остановил бой на 52 секунде в двенадцатом раунде. Уже в первом раунде Зивик легко ударил в открытое лицо Армстронга, а затем сделал апперкот. Пресса дала Армстронгу только третий и одиннадцатый раунды. В третьем Армстронг смог кратко ударить Зивика жесткими хуками в голову. По мере того, как продолжался бой, Армстронг сильно устал, и постоянно становился жертвой коротких апперкотов Зивика, от которых отскакивала его голова. В шестом раунде он оказался внизу из-за правого апперкота Зивика. В восьмом, рефери приостановил бой, чтобы посмотреть на травмы Армстронга, вызванные избиением, которое он получил в этом раунде.
Армстронг предпринял отважное усилие в одиннадцатом, сделав несколько хуков в голову и тело Зивика, что позволило ему выиграть этот раунд. Армстронг поймал Зивика в углу и избил его короткими резкими ударами, а затем ударил прямо в лицо, но это было последнее доблестное усилие. Доктор на ринге осмотрел Армстронга после окончания раунда и позволил ему продолжить, но рефери остановил бой в двенадцатом, когда Зивик неоднократно ударил его своей левой прямо по лицу Армстронга.

### Проигрыш титула в полусреднем весе Фреду "Реду" Кочрейну, июль 1941
Зивик потерял свой титул чемпиона мира в полусреднем весе в бою из пятнадцати раундов против Реда Кочрейна на глазах 10 000 болельщиков 29 июля 1941 года на стадионе Руперт в Ньюарке, штат Нью-Джерси. Кочрейн эффективно бросал левые хуки в живот против прямых ударов правой Зивика. Он ударил Зивика головой, когда Зивик попытался положить руку ему на шею, чтобы ударить его левой рукой, что было против правил. В бою типа уличной разборки Кочрейн бросил левый хук в пах Зивика после того, как он утверждал, что Зивик постоянно бил ему по глазу, хотя в результате штрафного удара Цивик получил раунд. Пресса не оставила без внимания попытку позднего возвращения Зивика в последние пять раундов, так как многие считали, что он получает больше очков в каждом из последних пяти раундов. Рефери дал Кочрейну семь раундов, четыре - Зивику и четыре раунда ничью,  причем один из судей сделал то же самое. Однако «Объединенная пресса» дала по шесть раундов каждому боксеру, и три раунда - ничью. Большинство полагало, что способность Кочрейна вести бой повсюду и наносить более выразительные удары заставила его заслужить близкое решение.
Сразу после потери титула, 15 сентября 1941 года, Зивик добился нокаута в пятом раунде Милта Арона в полном матче на поле Форбс в Питтсбурге перед благодарной аудиторией родного города, состоящей из 24 972 болельщиков. Когда Арон пытался выйти из угла ринга, Зивик нокаутировал его ударом боло, правой рукой в челюсть, на 1:58 в пятом раунде.  Это было типично для Зивика вести грубый бокс, он преуспел в бою таким способом в первых четырех раундах. Зивик ранее проиграл Арону нокаутом в восемь раундов 27 декабря 1939 года. В захватывающем бою Арон трижды проигрывал во втором раунде, но Арон одержал победу над Зивиком один раз в седьмом. После избиения в восьмом Зивик дал волю своей правой руке, которая застала его противника прямо в челюсть, и вследствие чего он опустился вниз, а затем Зивик закончил бой, когда после того, как Арон встал, ударил его левой и правой руками в подбородок и сбил его с ног на полный счет рефери.

## Бои с лучшими бойцами того времени после потери титула

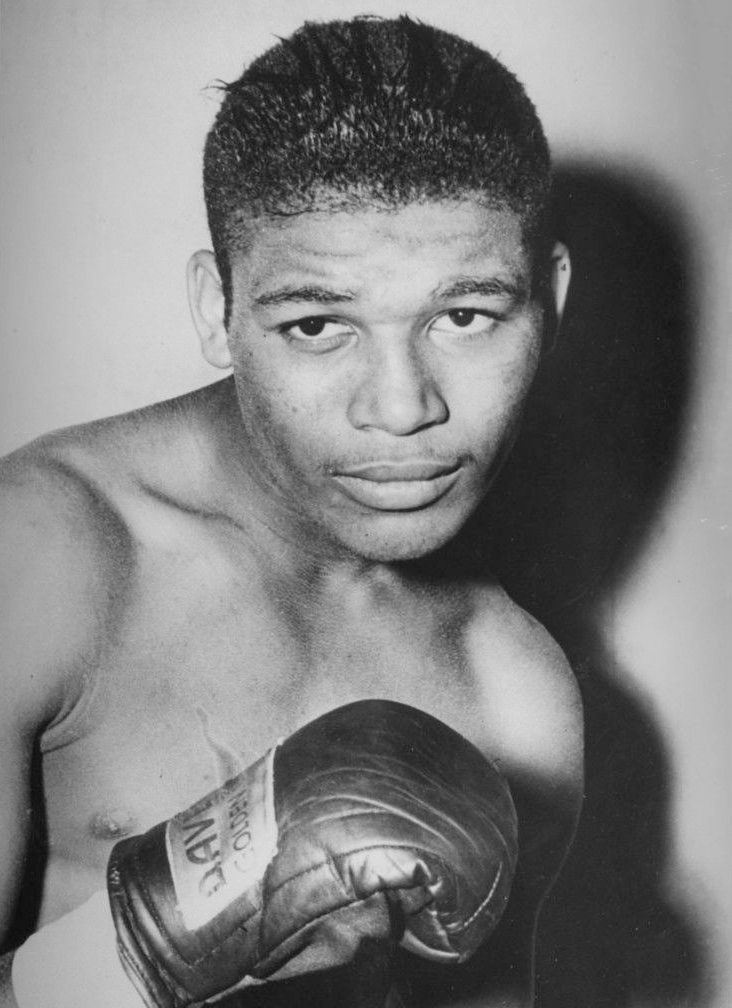
Sugar Ray Robinson

### Бой с Шугар Рэем Робинсоном
16 января 1942 года он проиграл великому Шугар Рэю Робинсону, увековеченному в будущем в Зале Славы, по техническому нокауту в десятом раунде перед 15 745 фанатами в Мэдисон Сквер Гарден. Робинсон использовал ослепительную скорость в первых раундах, чтобы сокрушить Зивика. Он забрал себе шестой раунд быстрыми ударами левой, но Зивик явно выиграл седьмой с помощью хуков по телу. Робинсон ударил Зивика длинным правым ударом сверху вниз в конце девятого, и атаковал его двумя кулаками в десятом. Зивик пытался подняться на счете шесть, но рефери остановил бой на 31 секунде до конца раунда, прежде чем он смог полностью подняться. Объединенная Пресса дала Робинсону пять из девяти раундов, а Зивику - три, а один раунд был ничьей. Это был только второй раз, когда Зивик был остановлен до конца боя. Впечатляет, что для Робинсона это была его двадцать седьмая победа подряд с двадцатью одним нокаутом.

### Бои с другими боксерами
Зивик одержал победу над итальянским боксером "Иззи" Энтони Джаннаццо 9 марта 1942 года, Джанаццо был не в состоянии вернуться на ринг в пятом раунде в Duquesne Gardens в Питтсбурге. Зивик ударял по всему телу Джанаццо в первом раунде, в итоге глаз Джануццо закрылся во втором. Зивик побил его в третьем и четвертом, и Джануццо, не видя, не смог выйти после гонга на пятый раунд. Умелый боец среднего веса, Джанаццо боролся за титул чемпиона мира в полусреднем весе против Барни Росса в ноябре 1936 года в Мэдисон Сквер Гарден.
13 апреля 1942 года Зивик победил еврейско-канадского боксера Макси Бергера, бывшего обладателя титула первого полусреднего мира по версии Монреальской атлетической комиссии, в решении из десяти раундов в Duquesne Gardens в Питтсбурге. Толпа из 5000 зрителей наблюдала, как Зивик ударил Бергера и свалил его на канвас в общей сложности семь раз за четвертый, шестой, восьмой и десятый раунды. Самый тяжелый раунд Бергера был шестым, когда он оказался внизу и рефери посчитал над ним до девяти, восьми и двух. В четвертом, Бергер получил удар справа от Зивика и затем переключился на оборонительную тактику, что уменьшило преимущество в очках, по отношению к первым трем раундам. За исключением седьмого, с пятого по восьмой раунды все были за Зивиком, благодаря чему он получил лидерство по очкам. 
Он победил Лью Дженкинса, чемпиона мира 1940 года в легком весе, 25 мая 1942 года перед 12 134 фанатами по техническому нокауту (в бою из десяти раундов) в Питтсбурге. Резким, быстрым двойным ударом кулаков Зивик сильно разбил лицо Дженкинса, часто касаясь этих ран. Его разрывающая правая и левые хуки открыли две старых раны на лице Дженкинса в начале боя. После девятого, доктор на ринге отказался разрешить сильно избитому и истекающему кровью Дженкинсу вернуться на ринг в десятом раунде. Хотя официально это не посчитали нокдаунами, стоит отметить, что Дженкинс упал пять раз во втором, шестом и восьмом раундах. У него была ничья с Дженкинсом 20 декабря 1940 года по решению из десяти раундов в легендарном Мэдисон Сквер Гарден.

## Жизнь после боксерской карьеры
Хотя его тактика боя включала в себя удары противников пальцами в глаза, использование коленей или локтей в качестве оружия после удара или удары в запрещенные зоны, он также был известен тем, что извинился за свою тактику перед своими противниками. «У него было сбалансированное тело, ум как у шахматиста, сообразительность и великолепная улыбка».
Цивик служил в Военно-воздушном подразделении в конце Второй мировой войны и некоторое время находился на Нормойльском поле в Сан-Антонио, где продолжал соблюдать свой боксерский график в Техасе и на юго-западе.
Он спробовал себя во многих профессиях, начиная с продвижения боксерами и выступая их менеджерами. С середины 50-х до середины 60-х годов он работал на сталелитейном заводе, продавал вино, виски и пиво, работал барменом, работал диск-жокеем и работал в окружной рабочей бригаде. В конце концов он получил профессию стального изготовителя (или производителя котельной) с профсоюзной картой и получил постоянную работу в строительстве.
Он умер после долгой битвы с болезнью Альцгеймера в 1984 году после трехлетнего пребывания в больнице для ветеранов в Аспинвал и был похоронен на кладбище Святого Николая в Питтсбурге. Инсульт лишил его дара речи примерно в 1982 году, когда он был впервые госпитализирован. Он был введен в Международный боксерский зал славы в 1993 году. Его жена Елена пережила его, а также у него остались двое сыновей, дочь и четверо внуков.